# Tyrone van Aswegen
Tyrone van Aswegen (Johannesburg, 6 januari 1982) is een Zuid-Afrikaans golfprofessional die actief is op de Sunshine Tour en de Amerikaanse PGA Tour.

## Loopbaan
Voordat van Aswegen in 2004 een golfprofessional werd, was hij een golfamateur en won verscheidene golftoernooien.
Op 25 april 2008 2003 behaalde hij op de Sunshine Tour zijn eerste profzege door de Vodacom Origins of Golf Tour op de Pretoria Country Club te winnen. Zijn volgende en voorlopig laatste zege was in december 2008 waar hij de Nedbank Affinity Cup won.
In 2011 ging hij aan de slag bij de Web.com Tour. In 2013 sloot hij de Web.com Tour-seizoen af met een 39ste plaats en kreeg hiervoor een speelkaart voor de Amerikaanse PGA Tour voor 2014.

## Prestaties

### Amateur
- 1999: Transvaal Stroke Play Championship
- 2002: NAIA Individual Championship (Verenigde Staten)

### Professional
Sunshine Tour
| Nr. | Datum           | Toernooi                                | Score        | Score | Info  |
| --- | --------------- | --------------------------------------- | ------------ | ----- | ----- |
| 1   | 25 april 2008   | Vodacom Origins of Golf Tour - Pretoria | 67+69+65=201 | –15   | [ 1 ] |
| 2   | 3 december 2008 | Nedbank Affinity Cup                    | 65+71+68=204 | –12   | [ 2 ] |